# Гастісфорд (містечко, Вісконсин)
Гастісфорд (англ. Hustisford) — місто (англ. town) в США, в окрузі Додж штату Вісконсин. Населення — 1357 осіб (2020).

## Демографія
Згідно з переписом 2010 року, у місті мешкали 1373 особи в 535 домогосподарствах у складі 418 родин. Було 598 помешкань
Расовий склад населення:
| - 98,9 % — білих - 0,2 % — корінних американців - 0,1 % — азіатів |

До двох чи більше рас належало 0,6 %. Частка іспаномовних становила 1,3 % від усіх жителів.
За віковим діапазоном населення розподілялося таким чином: 22,2 % — особи молодші 18 років, 64,3 % — особи у віці 18—64 років, 13,5 % — особи у віці 65 років та старші. Медіана віку мешканця становила 45,1 року. На 100 осіб жіночої статі у місті припадало 107,4 чоловіків;  на 100 жінок у віці від 18 років та старших — 111,5 чоловіків також старших 18 років.
Середній дохід на одне домашнє господарство  становив 78 566 доларів США (медіана — 67 589), а середній дохід на одну сім'ю — 81 789 доларів (медіана — 71 591). Медіана доходів становила 45 804 долари для чоловіків та 38 021 долар для жінок. За межею бідності перебувало 7,8 % осіб, у тому числі 12,8 % дітей у віці до 18 років та 4,1 % осіб у віці 65 років та старших.
Цивільне працевлаштоване населення становило 897 осіб. Основні галузі зайнятості: виробництво — 25,5 %, освіта, охорона здоров'я та соціальна допомога — 15,4 %, будівництво — 13,4 %.